# Train (Germania)
Train è un comune tedesco di 1 775 abitanti, situato nel land della Baviera.